# الخطبة غير المنقوطة
في التراث الشيعي، الخطبة الخالية من النقاط  هي خطبة منسوبة للإمام علي بن أبي طالب، وهي خالية من الكلمات ذات الحروف المنقوطة بأكملها، ولا توجد هذه الخطبة في نهج البلاغة لكنها ذكرت في مصادر أخرى حيث أن الشريف الرضي كانت له طريقته الخاصة في جمع كلام علي بن أبي طالب فلم يكن هدفه الجمع والتدوين بل اختيار مقتطفات مختلفة حسب المواضيع وهذا ما أورده في مقدمة الكتاب ويذكر أن هناك خطبتان منسوبتان لعلي ابن ابي طالب وخاليتان من الحروف المنقوطة تماما.

## نص الخطبة
وقد ذكرت خطبة خالية من النقطة منسوبة لعلي بن أبي طالب وهي:

## خطبة أخرى خالية من النقطة منسوبة للأمام علي بن أبي طالب
«الْحَمْدُ للَّهِ أَهْلِ الْحَمْدِ وَ مَأْوَاهُ، وَ لَهُ أَوْکدُ الْحَمْدِ وَ أَحْلَاهُ، وَ أسعَدُ [أَسْرَعُ] الْحَمْدِ وَ أَسْرَاهُ، وَ أَطْهَرُ الْحَمْدِ وَ أَسْمَاهُ، وَ أَکرَمُ الْحَمْدِ وَ أَوْلَاهُ.
الْوَاحِدِ الأَحَدِ الصَّمَدِ، لَا وَالِدَ لَهُ وَ لَا وَلَدَ.
سَلَّطَ الْمُلُوک وَ أَعْدَاهَا، وَ أَهْلَک الْعُدَاةَ وَ أَدْحَاهَا، وَ أَوْصَلَ الْمَکارِمَ وَ أَسْرَاهَا.
وَ سَمَک السَّمَاءَ وَ عَلَّاهَا، وَ سَطَحَ الْمِهَادَ وَ طَحَاهَا، وَ وَطَّدَهَا وَ دَحَاهَا، وَ مَدَّهَا وَ سَوَّاهَا، وَ مَهَّدَهَا وَ وَطَّاهَا، وَ أَعْطَاکمْ مَاءَهَا وَ مَرْعَاهَا، وَ أَحْکمَ عَدَدَ الأُمَمِ وَ أَحْصَاهَا، وَ عَدَّلَ الأَعْلَامَ وَ أَرْسَاهَا.
أَلَا لَهُ الأَوَّلُ لَا مُعَادِلَ لَهُ، وَ لَا رَادَّ لِحُکمِهِ.
لَا إِلهَ إِلَّا هُوَ الْمَلِک السَّلَامُ الْمُصَوِّرُ الْعَلَّامُ، الْحَاکمُ، الْوَدُودُ، الْمُطَهِّرُ، الطَّاهِرُ، الْمَحْمُودُ أَمْرُهُ، الْمَعْمُورُ حَرَمُهُ، الْمَأْمُولُ کرَمُهُ.